# Jacques Martinet
Jacques Martinet (* 31. Oktober 1939 in Grenoble) ist ein französischer Mathematiker, der sich mit Zahlentheorie befasst.

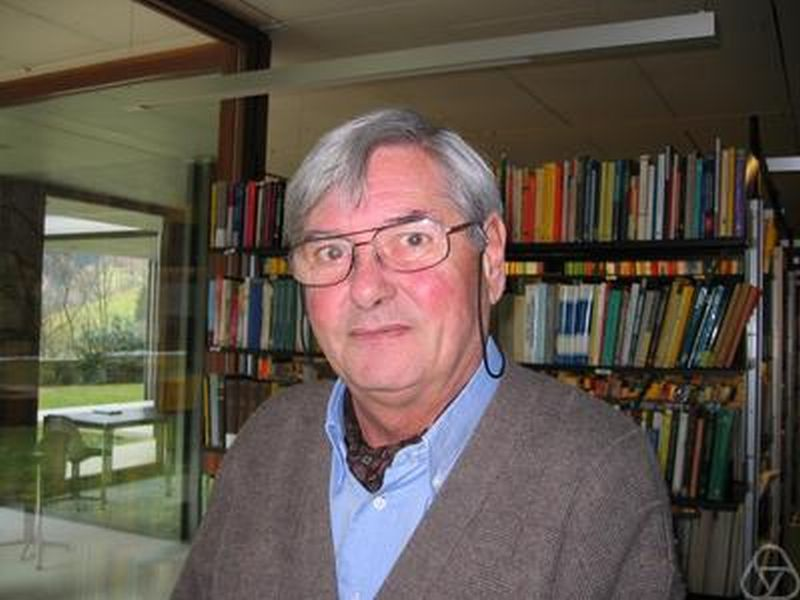
Jacques Martinet, Oberwolfach 2005

Martinet studierte an der Universität Grenoble mit dem Lizenziatsabschluss 1961 und der Promotion (Doctorat de troisième cycle) 1964 bei Claude Chabauty (Propriétés arithmétiques des cubiques de genre un dans un corps de nombres algébriques). 1968 habilitierte er sich dort (Doctorat d´Etat, Sur l'arithméetique des extensions galoisiennes á groupe de Galois diedral d'ordre 2p). 1966 bis 1968 war er Attaché de Recherches des CNRS. 1968 wurde er Maitre de conférences und 1971 Professor an der Universität Bordeaux, an der er 1999 emeritierte und 1993 bis 1998 Leiter des Labors A2X (Laboratoire d'Algorithmique Arithmétique et Expérimentale) war.
Er befasst sich mit Algebraischer Zahlentheorie (Galoismodul-Struktur, Diskriminanten), Algorithmischer Zahlentheorie und Geometrie der Zahlen (euklidische Gitter).
Mit Henri Cohen gab er den Cohen-Lenstra Heuristiken für die Klassenzahl quadratischer Zahlkörper analoge Vermutungen für höhere Zahlkörper (Cohen-Martinet-Heuristiken).
Zu seinen Doktoranden gehören Henri Cohen, Marie-France Vignéras und Philippe Cassou-Noguès.
Er ist seit 1967 verheiratet und hat zwei Kinder.

## Schriften
- Perfect lattices in Euclidean spaces. Springer, 2003.